# Procladius bellus
Procladius bellus är en tvåvingeart som först beskrevs av Friedrich Hermann Loew 1866.  Procladius bellus ingår i släktet Procladius och familjen fjädermyggor. Inga underarter finns listade i Catalogue of Life.